# Kolhidska nizina
Kolhidska nizina (gruz. კოლხეთის დაბლობი ) obuhvaća aluvijalne ravnice u zapadnom dijelu Gruzije. Proteže se između južnih obronaka Velikog Kavkaza na sjeveroistoku, Malog Kavkaza na jugu i Crnog mora na zapadu. Obuhvaća područje duž donjeg tijeka rijeke Rioni i dio crnomorske obale između Suhumija (u Abhaziji) i Kobuletija (u Adžariji). Zapadni dijelovi nizine se neznatno izdižu iznad razine mora. Prema istoku nadmorska visina postupno raste, i u podnožjima planina uzdiže se u vidu terasa visina između 100 i 150 metara. Naslage akumuliranog materijala imaju moćnost do 700 m.
Klima je suptropska, s blagim zimama i velikom količinom padalina tijekom cijele godine (u prosjeku oko 1.500 mm godišnje). Prosječne siječanjske temperature se kreću između 4,5 ° i 6 ° C, u kolovozu između 23-24 °C. Teren je dosta zasićen vodom zbog čega je učestala pojava tresetišta. Nizina je ispresijecana rijekama Rioni, Kodori, Enguri i Hobi, a u središnjem priobalskom dijelu u blizini Potija nalazi se jezero Paliastomi. U močvarnim područjima najčešće su šume johe dok na periferiji dominiraju grab, hrast, bukva i razne vrste lijane. Najveći dio nizine je kultiviran i nalazi se pod nasadima kukuruza, suptropskog voća i cvijeća. U nekim dijelovima nizine javljaju se nalazišta nafte i zemnog plina, te mineralni izvori.

## Vanjske poveznice
- Upoznajmo Gruziju  - HPD "Bilogora" Bjelovar

## Unutarnje poveznice
- Zemljopis Gruzije
- Zemljopis Abhazije